# 長翼銀板魚
長翼銀板魚，為輻鰭魚綱脂鯉目脂鯉亞目锯脂鲤科的其中一個種，為熱帶淡水魚，分布於南美洲委內瑞拉Casiquiare河、黑河流域，體長可達6.7公分，棲息在底中層水域，生活習性不明，可作為觀賞魚。

## 扩展阅读
維基物種上的相關：長翼銀板魚